# Elmer Gantry (film)
Elmer Gantry is een Amerikaanse dramafilm uit 1960 onder regie van Richard Brooks. Het scenario is gebaseerd op de gelijknamige roman uit 1927 van de Amerikaanse auteur Sinclair Lewis.

## Verhaal
De Verenigde Staten, begin van de jaren twintig van de 20e eeuw. Elmer Gantry, een handige en snoeverige sjoemelaar, komt aan de kost als handelsreiziger die het allemaal niet zo nauw neemt. Met zijn aangeboren charisma, zijn radde tong en de nodige Bijbelse uitspraken brengt hij zijn waar aan de man. 
Op een avond woont hij een evangelische bijeenkomst bij die wordt geleid door zuster Sharon Falconer. Hij voelt zich aangetrokken tot de evangeliste en hij treedt meteen toe tot haar gezelschap. Algauw slaagt hij erin haar associé te worden. Samen proberen ze het christendom aan de man te brengen. Als verkoper is deze taak op zijn lijf geschreven. Gantry doorspekt zijn vurige en geëxalteerde toespraken met dreigementen van hel en verdoemenis en brengt zo de menigtes in vervoering. Zuster Sharon stelt verlossing in het vooruitzicht indien men berouw heeft over zijn zonden. Zo krijgt het stel stilaan genoeg geld bijeen om een kerk te bouwen. Zuster Sharon wordt op haar beurt verliefd op Gantry. 
Alles verloopt vlot totdat Lulu, een ex-vriendin van Gantry die prostituee is geworden, weer in zijn leven opduikt.

## Rolverdeling
| Acteur         | Personage         |
| -------------- | ----------------- |
| Burt Lancaster | Elmer Gantry      |
| Jean Simmons   | Zuster Sharon     |
| Arthur Kennedy | Jim Lefferts      |
| Dean Jagger    | William L. Morgan |
| Shirley Jones  | Lulu Bains        |
| Patti Page     | Zuster Rachel     |
| Edward Andrews | George F. Babbitt |
| John McIntire  | John Pengilly     |
| Hugh Marlowe   | Philip Garrison   |
| Joe Maross     | Pete              |
| Philip Ober    | Dominee Planck    |
| Barry Kelley   | Commissaris Holt  |
| Wendell Holmes | Dominee Ulrich    |
| Dayton Lummis  | Eddington         |